# Monjiviricetes
Monjiviricetes — клас вірусів відділу Negarnaviricota. Це негативно спрямовані РНК-віруси. Різні види вражають гриби, рослини, безхребетних і хребетних.

## Класифікація
- порядок Jingchuvirales
  - родина Chuviridae
- порядок Mononegavirales
  - родина Artoviridae
  - родина Bornaviridae
  - родина Filoviridae
  - родина Lispiviridae
  - родина Mymonaviridae
  - родина Nyamiviridae
  - родина Paramyxoviridae
  - родина Pneumoviridae
  - родина Rhabdoviridae
  - родина Sunviridae
  - родина Xinmoviridae